# Kurt Calleja
Pour les articles homonymes, voir Calleja.
Kurt Calleja, né le 5 mai 1989 à Ħamrun, est un chanteur maltais.

## Biographie

### The GO Malta EuroSong 2010
Lors du GO Malta EuroSong 2010, il arrive 12e de la finale nationale en duo avec Priscilla Psail et la chanson Waterfall. 

### Malta Eurosong 2011
Lors du Malta Eurosong 2011, il arrive 3e de la finale nationale avec 69 points et la chanson Over and Over.

### Malta Eurovision 2012
Le 4 février 2012, il gagne la finale nationale maltaise et est choisi pour représenter Malte au Concours Eurovision de la chanson 2012 à Bakou, en Azerbaïdjan, avec la chanson This Is the Night.  Il arrive 21e sur 26 avec 41 points.

## Discographie

### Singles
- 2010 - Waterfall (avec Priscilla Psaila)
- 2011 - Over and Over
- 2012 - This Is the Night